# 弘前師管区
弘前師管区（ひろさきしかんく）は、1945年4月1日に、日本陸軍が徴兵などの軍事行政と地域防衛のために全国を区分けして設けた師管区の一つである。東北地方北部、すなわち青森県・秋田県・岩手県を範囲とした。仙台師管区とともに東北軍管区の下にあった。区内は青森連隊区・秋田連隊区・盛岡連隊区に分けられた。弘前師管区司令部が管轄し、弘前師管区部隊が置かれた。敗戦後もしばらく続き、翌1946年3月31日に廃止された。

## 概要
師管区は従来の師管を改称したもので、地域防衛の担当地域であると同時に、徴兵・補充の単位となる地域でもある。弘前師管区の前身は弘前師管で、東北北部3県に加えて山形県も範囲としていた。弘前師管は留守第57師団が管轄しており、その司令部を改称して弘前師管区司令部とした。留守師団の補充隊はいったん復帰（解散）し、あらたに師管区部隊の補充隊を編成する形式をとった。
青森県内の津軽要塞地帯は、東北軍管区・弘前師管区の防衛担任から外され、北海道の北部軍管区の担任とされた。

## 師管区部隊
師管区司令官
- 伊藤知剛 予備役陸軍中将：1945年4月1日 - 1945年12月1日

師管区参謀長
- 前沢長重 陸軍少将：1945年4月1日 - 1945年6月1日

師管区兵務部長
- 大熊貞雄 予備役陸軍少将：1945年3月31日 -

## 関連文献
- 「昭和20年10月下旬 「マ」司令部提出 帝国陸軍部隊調査表 集成表（原簿）List2-(1) 日本陸軍省 145.弘前師管区部隊（57D関係）」アジア歴史資料センター